# Беляев, Антон Вадимович
Анто́н Вади́мович Беля́ев (род. 18 сентября 1979, Магадан) — российский музыкант, основатель и фронтмен Therr Maitz, музыкальный продюсер, композитор, главный редактор журнала «Правила жизни». Полуфиналист второго сезона, а также наставник одиннадцатого, тринадцатого и двенадцатого сезонов шоу «Голос» на Первом канале. Также автор идеи и создатель аранжировок проекта «LAB с Антоном Беляевым».

## Семья
Мать — Беляева (в девичестве Конищева) Алла Сергеевна, родилась 30 января 1949 г. в Казахстане, село Жарбулак. Окончила геологический техникум и педагогический институт по специальности учитель математики. Работала в геологической организации программистом, а в дальнейшем — учителем информатики.
Отец — Беляев Вадим Борисович, родился 4 декабря 1946 г. в Саратове. Работал электронщиком в вычислительном центре.
В 1962 году родители переехали из Казахстана в Магадан. В 1968 году поженились. 21 ноября 1968 года у них родилась дочь Лилия, старшая сестра Антона. Лилия окончила Хабаровский институт культуры по специальности «библиотекарь технической литературы» (библиограф).
В 2012 году Беляев женился. Жена — Беляева (в девичестве Маркова) Юлия Александровна, родилась в городе Секешфехервар Венгрии в семье военного. Выпускница журфака МГУ им. М. В. Ломоносова. Юлия начинала свою карьеру в газете «Вечерняя Москва», позже в разное время работала телеведущей, корреспонденткой каналов Первый, MTV, Муз-ТВ, Russian Music Box, ДТВ, снимала светские видеоролики для сайта Mainpeople.ru. В настоящее время Юлия является директором Therr Maitz.
22 мая 2017 года у Беляевых родился сын Семён.

## Биография
Музыкальность Беляева проявилась с раннего детства, в качестве барабанных установок использовал кухонную утварь (кастрюли, крышки). В 1984 году, в возрасте 5 лет, поступил в музыкальную школу № 1 г. Магадана. Хотел учиться играть на барабанах, но на ударные брали с 8 лет. В музыкальной школе Антон пошёл обучаться игре на фортепиано. Много болел, но постоянно участвовал в музыкальных конкурсах, занимал призовые места и получал награды.
В 13 лет познакомился с Евгением Черноногом и стал заниматься в его джазовой студии. В 14 лет играл джазовые композиции с известными в Магадане джазовыми музыкантами. В 16 лет играл в молодёжном джазовом оркестре, на магаданской студии записал известные джазовые стандарты, исполненные с Евгением Черноногом на двух роялях.
Учился в школе № 17 (английской гимназии), был отчислен из 9-го класса. В школе № 29 окончил 9-й класс, после чего поступил в музыкальное училище Магадана на отделение фортепиано. В училище учился недолго, был отчислен, так как слишком увлёкся джазом. В 1997 году окончил Гимназию № 30 Магадана.
В 17 лет мать Беляева настояла на переезде в Хабаровск, где Беляев поступил в Хабаровский государственный институт искусств и культуры (ХГИИК) на эстрадно-джазовое отделение. В октябре 1998 года начал работать музыкантом в клубах Хабаровска. В 2004 году, став арт-директором клуба «Русь», пригласил музыкантов Дмитрия Павлова (гитара), Максима Бондаренко (бас), Константина Дробитько (труба), Евгения Кожина (ударные) играть в клубе. Наличие технической базы в клубе позволило Антону Беляеву начать создавать музыку, которая и легла в основу творчества Therr Maitz.
В 2006 году переехал в Москву. Здесь четыре года занимался аранжировками в студии в районе станции метро «Шоссе Энтузиастов». В это время он работал в качестве музыкального продюсера с Тамарой Гвердцители, Игорем Григорьевым, Максимом Покровским, Полиной Гагариной.
С 2011 года возобновил активную концертную деятельность основанной им группы Therr Maitz.
В 2013 году Беляев стал участником второго сезона проекта «Голос». К Беляеву повернулись все наставники, он выбрал Леонида Агутина, который выгнал его на этапе «поединков», после чего Беляева спасла Пелагея. Прошёл до полуфинала.
9 декабря 2013 года был ведущим хит-парада «Красная звезда» на Первом канале с Верой Брежневой.
Осенью 2014 года Беляев поддержал проект «Гринпис России» «Миллион за раздельный сбор» за внедрение системы раздельного сбора мусора в России.
В 2015 году участвовал в шоу «Главная сцена» на телеканале Россия-1 в качестве музыкального продюсера в команде Игоря Матвиенко. Был в жюри отборочных кастингов.
7 января 2016 года вышел фильм «Голоса большой страны», Антон Беляев — музыкальный продюсер, и композитор картины.
В конце 2016 года Беляев выступил создателем музыкального оформления для иммерсивного спектакля «Вернувшиеся».
22 мая 2017 года родился сын Семен. В честь рождения сына Беляев записал колыбельную «Undercover». В процессе работы над синглом он решил, что эта музыка может помочь и другим детям — тем, от кого родители отказались. Так возникла идея благотворительного релиза, который осуществляется совместно с Sony Music Entertainment и фондом «Бюро добрых дел» — все средства, вырученные от продажи трека, передаются сиротам в детские дома.
В 2017 году Беляев принял участие в озвучивании игры Destiny 2. В русской версии игры голосом Беляева говорит капитан Якобсен.
14 февраля 2018 года на киноэкраны России вышел фильм «Лед», композитором которого выступил Беляев совместно с Дмитрием Селипановым. За работу над музыкой к фильму Беляев и Селипанов в 2018 году удостоились премии «Золотой орел».
22 сентября 2018 года Беляев стал членом Национальной академии искусства и науки звукозаписи.
В 2019 году Беляев стал преподавателем в Московской школе кино (МШК), а именно ментором блока MusicVideo на курсе Режиссура короткой формы.
В 2021 году Беляев в составе Therr Maitz приняли участие в Национальном отборе на Евровидение-2021 вместе с Манижей и дуэтом 2Маши. Группа представила песню «Future Is Bright».
28 августа 2021 года ФК «Краснодар» показал публике свой новый гимн, написанный композитором Хансом Циммером. Аранжировкой гимна занимался Антон Беляев.
В 2023 году Беляев стал наставником нового сезона шоу «Голос» на «Первом канале». В 2024 году Беляев вновь занял кресло наставника шоу «Голос». В 2025 году Беляев ещё раз занял кресло наставника шоу «Голос».
В марте 2025 года Антон Беляев стал новым главным редактором журнала «Правила жизни».

## Лаборатория музыки Антона Беляева (LAB)
Первый сезон
В конце 2019 года Беляев запустил шоу LAB. Его участниками являются музыканты Therr Maitz и приглашенный артист. Цель проекта — предоставление приглашенному исполнителю возможности выступить в новом качестве. В рамках выпуска гости исполняют три песни. Одна из них — песня участника. Две оставшиеся — композиции других исполнителей. Между песнями Беляев интервьюирует гостя. Треки исполняются в новых версиях совместно с участниками Therr Maitz, струнным оркестром и хором МГИК, возглавляемым Этери Бериашвили.
Премьера LAB состоялась на стриминговой площадке «Яндекс. Эфир» 17 декабря 2019 года. В день премьеры вышло два выпуска шоу — с певицей Полиной Гагариной и рэпером Feduk. Серия с участием Полины Гагариной запомнилась неожиданным исполнением хита группы Limp Bizkit «Rollin'». Музыкальные номера из премьерных выпусков LAB собрали на YouTube-канале Therr Maitz более 2,5 млн просмотров.
Участники первого сезона
- Полина Гагарина
- Jah Khalib

- Монеточка
- FEDUK
- Александр Ревва
- Леван Горозия
- Валерий Сюткин
- Олег ЛСП
- Любовь Успенская
- Леонид Агутин

В пятом эпизоде первого сезона Александр Ревва в разговоре с Антоном Беляевым о своем альтер эго Артуре Пирожкове, заявил о желании представлять Россию на Евровидении. В шестой серии шоу Леван Горозия, уходивший тогда с лейбла Black Star, рассказал, что «похоронил имя L’One собственноручно относительно недавно». В финальном, 10 выпуске первого сезона была исполнена компизиция Элджея и Feduk «Розовое вино» Леонидом Агутиным. Музыкальным номер с «Розовым вином» набрал 1,3 млн просмотров на YouTube-канале Therr Maitz.
Участники второго сезона:
- Баста
- Zivert
- Иван Ургант
- Noize MC
- Шарлот
- Лолита
- Лев Лещенко
- Елена Темникова
- Gruppa Skryptonite

Второй сезон LAB открыл рэпер Баста, исполнив композицию Мурата Насырова «Я это ты». В третьей серии сезона телеведущий и музыкант Иван Ургант перепел песню «Нева» группы 5’Nizza. Лолита перепела трек Моргенштерна «Cadillac». В восьмой серии сезона Елена Темникова представила свою новую песню «Лунная ночь». В девятом эпизоде коллектив Gruppa Skryptonite во главе с рэпером Скриптонитом к 8 марта исполнил кавер на песню группы Браво «Любите, девушки». Кавер, выпущенный отдельно на YouTube-канале Therr Maitz и музыкальных платформах, набрал 8,3 млн просмотров на YouTube и был использован во множестве клипов в TikTok.
Участники третьего сезона:
- Gruppa Skryptonite
- Леонид Агутин
- Slava Marlow
- Little Big
- Илья Лагутенко
- Иван Дорн
- Элджей
- Лолита
- FEDUK
- Кирилл Бледный
- Семен Слепаков
- Марина Кравец

Третий сезон шоу LAB был выпущен эксклюзивно на телеканале ТНТ.
Четвертый сезон
В мае 2023 года стартовал четвёртый сезон LAB на платформе VK Видео. Все песни из выпуска публикуются на стриминговых площадках.
Участники:
- Клава Кока
- Niletto
- Вячеслав Бутусов
- Ёлка
- Азамат Мусагалиев
- Рома Зверь

## Фильмография
- 2008 — M&M’s: Смешной под — Тупой Парень — композитор
- 2018 — Лёд — композитор
- 2016 — Голоса большой страны — продюсер, камео
- 2023 — реклама Сбермаркет — Исполнение песни «Сбермаркет еда»
- 2024 — реклама Пенталгин Экстра Гель — вокал

## Участие в рекламных кампаниях
В 2019 году Беляев стал участником рекламной кампании японского бренда одежды UNIQLO, посвященной старту продажи новой коллекции и запуску интернет-магазина в России.

## Награды и премии
Беляев был номинирован на премию GQ «Человек года — 2015» в категории «Музыкант года»
В 2016 году вошел в список «100 самых стильных мужчин» журнала GQ. Стал «самым стильным мужчиной» по версии премии телеканала Fashion TV — «Fashion Summer Awards 2016»
В 2017 году Беляев был выбран «Мужчиной года» по версии премии журнала LF City — LF City Awards 2017
Антон и Юлия Беляевы вошли в список «25 самых стильных пар 2017 года» журнала GQ. В 2018 году Беляев вновь вошел в список «100 самых стильных мужчин» журнала GQ.
В 2019 году Антон Беляев и композитор Дмитрий Селипанов получили премию «Золотой орел 2018» за лучшую музыку к фильму (Лед).